# Malacorhynchus membranaceus
El pato pachón, también pato de orejas rosadas (Malacorhynchus membranaceus) es una especie de ave anseriforme de la familia Anatidae. Mide unos 38-40 cm y es autóctono de los humedales de Australia Occidental.

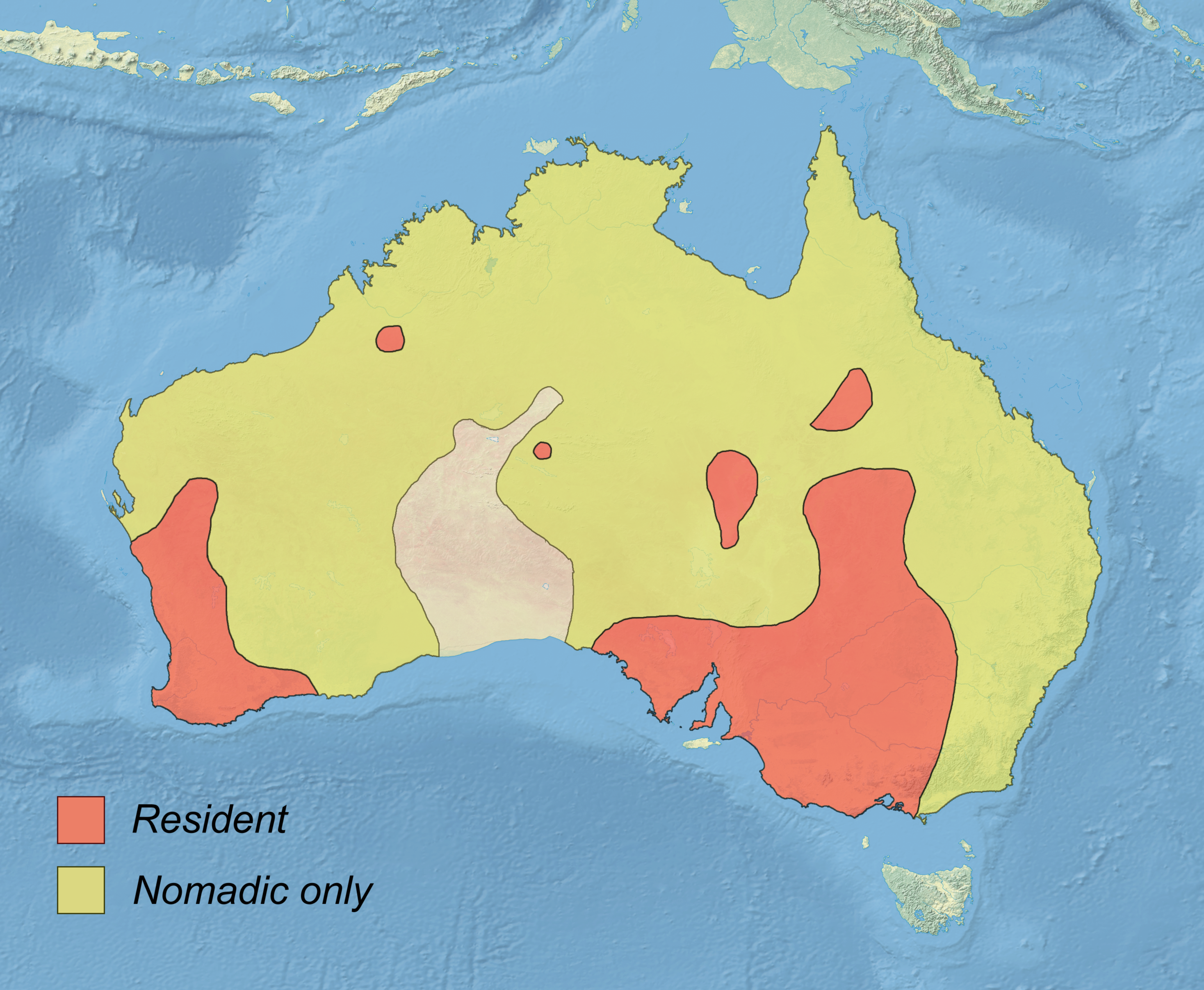
Distribución de la especie.